# Morrice (Míchigan)
Morrice es una villa ubicada en el condado de Shiawassee en el estado estadounidense de Míchigan. En el Censo de 2010 tenía una población de 927 habitantes y una densidad poblacional de 258,61 personas por km².

## Geografía
Morrice se encuentra ubicada en las coordenadas 42°50′10″N 84°11′3″O / 42.83611, -84.18417. Según la Oficina del Censo de los Estados Unidos, Morrice tiene una superficie total de 3.58 km², de la cual 3.37 km² corresponden a tierra firme y (5.92%) 0.21 km² es agua.

## Demografía
Según el censo de 2010, había 927 personas residiendo en Morrice. La densidad de población era de 258,61 hab./km². De los 927 habitantes, Morrice estaba compuesto por el 96.98% blancos, el 0.11% eran afroamericanos, el 0.65% eran amerindios, el 0.11% eran asiáticos, el 0% eran isleños del Pacífico, el 0.32% eran de otras razas y el 1.83% pertenecían a dos o más razas. Del total de la población el 1.62% eran hispanos o latinos de cualquier raza.